# Cuticule (poil)
Pour les articles homonymes, voir cuticule.
 (novembre 2020).
Si vous disposez d'ouvrages ou d'articles de référence ou si vous connaissez des sites web de qualité traitant du thème abordé ici, merci de compléter l'article en donnant les références utiles à sa vérifiabilité et en les liant à la section « Notes et références ».

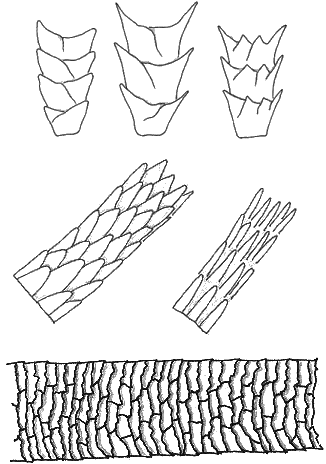
Écailles ouvertes et fermées de cuticules.

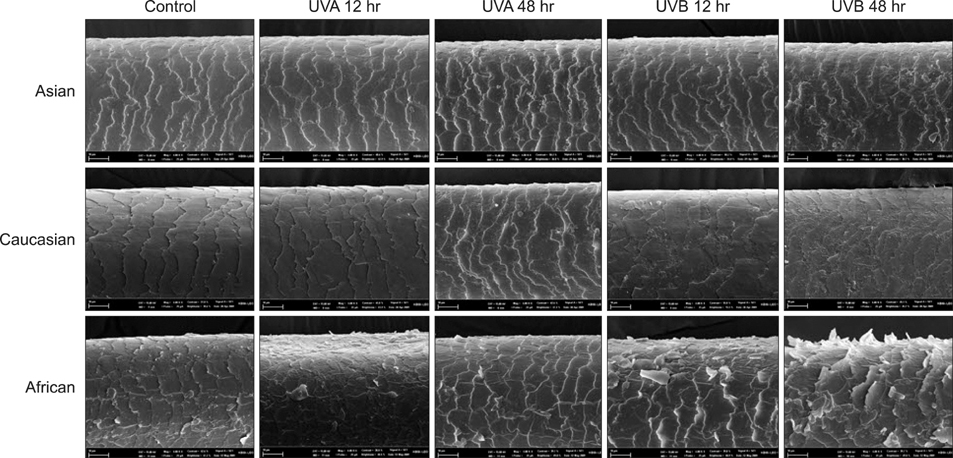
Altération de la cuticule de la tige capillaire selon les origines ethniques.

La cuticule pilaire, appelée aussi épidermicule, est la couche la plus externe de la tige pilaire. Elle est formée de 6 à 10 couches superposées de cellules mortes constituées de kératine transparente et amorphe, et disposées en écailles orientées vers l’extrémité du cheveu.
Un cheveu en bon état présente des écailles régulières, aplaties, bien imbriquées les unes dans les autres, ce qui donne à la tige pilaire sa brillance et sa souplesse. Chargée négativement, la cuticule donne au poil son affinité pour les tensioactifs cationiques et alcalins qui écartent ses écailles et permettent au produit actif (shampoing, crème dépilatoire, produits de coloration) de pénétrer.
La couleur du poil n'est pas due à cette couche non pigmentée mais à la mélanine contenue dans le cortex.

## Diagnose
La morphologie des écailles sert à déterminer l’espèce animale mais elle ne permet pas l’identification d’un individu humain[réf. nécessaire].